# Warriors Orochi
Warriors Orochi (Japans: 無双 Orochi) is een videogame voor de PlayStation 2, uitgegeven door KOEI en ontwikkeld door Omega Force. Het is een cross-over van Koeis twee spelseries Dynasty Warriors en Samurai Warriors.

## Verhaal
In het spel verstoort een demoon genaamd Orochi tijd en ruimte, waardoor alle speelbare personages van de Drie Koninkrijken-periode van China (de tijd waar Dynasty Warriors zich afspeelt) en de Sengoku-periode van Japan (de tijd waar Samurai Warriors zich afspeelt) bij elkaar komen. Al deze personen voegen zich samen om Orochi te verslaan.

## Personages
Het spel bevat alle personages van Dynasty Warriors 5 en Samurai Warriors 2. Tevens keren drie personags uit Samurai Warriors 1 die weggelaten zijn in Samurai Warriors 2 terug, namelijk Kunoichi, Ishikawa Goemon en Imagawa Yoshimoto. Twee nieuwe personages zijn Orochi (Japans: 遠呂智) en Daji (Japans: 妲己), de concubine van Di Xin.
| Shu verhaallijn    | Wei verhaallijn   | Wu verhaallijn  | SW verhaallijn     | Ongeallieerd    |
| ------------------ | ----------------- | --------------- | ------------------ | --------------- |
| Zhao Yun           | Cao Pi            | Sun Ce          | Oda Nobunaga       | Zuo Ci          |
| Xing Cai           | Zhang Liao        | Tokugawa Ieyasu | Akechi Mitsuhide   | Honda Tadakatsu |
| Shimazu Yoshihiro  | Xu Huang          | Hattori Hanzo   | Toyotomi Hideyoshi | Lu Bu           |
| Tachibana Ginchiyo | Xu Zhu            | Zhou Yu         | Guan Ping          | Daji            |
| Yue Ying           | Ishida Mitsunari  | Mori Ranmaru    | Huang Zhong        | Orochi          |
| Saika Magoichi     | Zhang He          | Taishi Ci       | Ma Chao            |                 |
| Jiang Wei          | Nene              | Fuma Kotaro     | Okuni              |                 |
| Wei Yan            | Xiahou Dun        | Lu Meng         | Xiao Qiao          |                 |
| Sanada Yukimura    | Xiahou Yuan       | Shima Sakon     | Zhang Jiao         |                 |
| Pang De            | Pang Tong         | Nō              | Lu Xun             |                 |
| Meng Huo           | Imagawa Yoshimoto | Kunoichi        | Dong Zhuo          |                 |
| Zhu Rong           | Huang Gai         | Sun Shang Xiang | Ling Tong          |                 |
| Ishikawa Goemon    | Diao Chan         | Ina             | Cao Ren            |                 |
| Yuan Shao          | Azai Nagamasa     | Da Qiao         | Sima Yi            |                 |
| Date Masamune      | Oichi             | Zhou Tai        | Naoe Kanetsugu     |                 |
| Miyamoto Musashi   | Gan Ning          | Maeda Keiji     | Takeda Shingen     |                 |
| Guan Yu            | Zhen Ji           | Sun Quan        | Uesugi Kenshin     |                 |
| Zhang Fei          | Dian Wei          | Sun Jian        |                    |                 |
| Zhuge Liang        | Cao Cao           |                 |                    |                 |
| Liu Bei            |                   |                 |                    |                 |

## Platforms
| Jaar | Platform                |
| ---- | ----------------------- |
| 2007 | PlayStation 2, Xbox 360 |
| 2008 | PSP, Windows            |
| 2012 | PlayStation 3           |

## Ontvangst
| Beoordeeld door    | Platform      | Datum             | Score |
| ------------------ | ------------- | ----------------- | ----- |
| Worth Playing      | Xbox 360      | 17 oktober 2007   | 66%   |
| Cheat Code Central | Xbox 360      | 10 oktober 2007   | 60%   |
| AceGamez           | Xbox 360      | 30 september 2007 | 50%   |
| UOL Jogos          | PlayStation 2 | 22 oktober 2007   | 50%   |
| GameCell UK        | PlayStation 2 | 22 november 2007  | 50%   |
| Jeuxvideo.com      | Xbox 360      | 17 september 2007 | 50%   |
| UOL Jogos          | Xbox 360      | 22 oktober 2007   | 50%   |
| 4Players.de        | Windows       | 11 oktober 2007   | 48%   |
| G4 TV: X-Play      | PlayStation 2 | 30 september 2007 | 40%   |
| Thunderbolt Games  | Xbox 360      | 2 oktober 2007    | 30%   |